# Pampaspiplärka
Pampaspiplärka (Anthus chacoensis) är en fågel i familjen ärlor inom ordningen tättingar.

## Utbredning och systematik
Fågeln förekommer lokalt i Gran Chaco i östra Paraguay och norra Argentina. Den behandlas som monotypisk, det vill säga att den inte delas in i några underarter.

## Status
Arten har ett stort utbredningsområde och beståndet anses vara stabilt. Internationella naturvårdsunionen IUCN listar den därför som livskraftig (LC).